# Döbris
Döbris is een plaats en voormalige gemeente in de Duitse deelstaat Saksen-Anhalt, en maakt deel uit van de Landkreis Burgenlandkreis.
Döbris telde op 31-12-2009 65 inwoners.

## Geschiedenis
Döbris was tot 30 juni 2009 een zelfstandige gemeente in het Burgenlandkreis en is vanaf 1 juli 2010 een Ortsteil van de gemeente Zeitz. Het bestond uitsluitend nog uit het in 1948-50 nieuw ontstane Ortsteil Neu-Pirkau. Het dorp Döbris moest wijken in verband met de bruinkoolwinning.